# دگانیا آلف
دگانیا آلف (به لاتین: Degania Alef) یک کیبوتص در اسرائیل است که در ایمک هایاردن واقع شده‌است.